# Евапотранспирација
Евапотранспирација је сложен процес састављен од губитка воде кроз атмосферско испаравање и испаривог губитка воде кроз животне процесе биљака. Потенцијална евапотранспирација је, дакле, количина воде која би могла испарити у било којем подручју. Тусон у Аризони прима око 300 милиметара кише годишње, а ипак би у току године могло да испари око 2.500 милиметара воде. Другим речима, око осам пута више воде би могло испарити из подручја него што је стварно падне. Стопе евапотранспирације у подручјима попут Аљаске су много ниже, па док та подручја примају минималну количину падавина, она би требало да буду означена као посебност у једноставној дефиницији пустиње: место где испаравање прелази количину падавина.